# PIECE OF MY WISH
《PIECE OF MY WISH》為日本女歌手今井美樹於1991年11月7日發行的第七張單曲。

## 說明
日本TBS電視台於1991年播放的電視劇《愛有明天》的主題曲，是今井為自己擔任主演的連續劇演唱主題曲，同時也是今井第一張獲得公信榜冠軍的單曲。銷量直達百萬，目前是本人發行單曲之中，銷量僅次於「PRIDE」的單曲。

## 收錄曲目
1. PIECE OF MY WISH　 
  - 作詞：岩里祐穂、作曲：上田知華、編曲：佐藤準
2. Tea For Two　
  - 作詞、作曲：JOBIM TOM、歌詞翻譯：今井美樹
3. PIECE OF MY WISH (Instrumental)
  - 作曲：上田知華、編曲：佐藤準